# Samuel Usque
Samuel Usque (Lisbona, XV secolo – XVI secolo) è stato un poeta e storico portoghese, di origine ebraica, attivo per molti anni in Italia, a Ferrara, dove pubblica i suoi scritti nel 1553.

## Biografia
Samuel Usque è un ebreo portoghese. Per sfuggire alle persecuzioni anti-ebraiche, si rifugia dapprima in Spagna, quindi a Anversa in Belgio e infine in Italia, dove la sua presenza è documentata a Ancona, Venezia, Ferrara e Pesaro.
A Ferrara Samuel Usque pubblica la sua unica opera, Consolaçam ás tribulaçoens de Israel  (1553), considerata un capolavoro della letteratura portoghese ed ebraica. Al fine di confermare i marrani nella loro fede e prevenire l'apostasia dal giudaismo, il testo racconta la storia delle persecuzioni subite dal popolo ebraico nel corso della sua storia, offrendo parole di consolazione e di speranza. Il "poema in prosa", dedicato a Gracia Mendesia, è in forma di tre dialoghi nei quali il patriarca Icabo (Jacob), che viene presentato come un pastore, lamenta il destino dei suoi figli Numeo (Nahum) e Zicareo (Zaccaria). La prima parte è incentrata sulle vicende bibliche di esilio e ritorno. La seconda parte riguarda le vicende del Secondo Tempio culminate con la distruzione del tempio di Gerusalemme ad opera dei Romani; dopo il Sepher Yosephon (X sec.) è la prima ripresa in epoca moderna di un interesse da parte ebraica sulla storia del periodo, contemporaneamente alla riscoperta di Giuseppe Flavio anche in ambito cristiano. Di enorme valore documentario è la terza parte, dedicata alle vicende contemporanea nella quale Usque fa ampio riferimento a fonti sia ebraiche che cristiane.
Il libro fu stampato a Ferrara da Abraham Usque, della stessa famiglia ma del quale non è chiaro l'esatto rapporto di parentela con Samuel.
Non sono noti altri dettagli della vita di Samuel Usque. Era certo un uomo di vasta cultura e una delle figure più interessanti tra gli scrittori ebrei alla metà del XVI secolo. Nei suoi scritti mostra di aver ricevuto una solida formazione filosofica e di essere ben versato nella Bibbia, di saper scrivere con eleganza in portoghese e leggere correntemente lo spagnolo e il latino.
Si dice che alla fine della sua vita si sia trasferito a Istanbul e quindi nella terra di Israele, a Safad dove sarebbe morto dopo il 1555.

## Edizioni delle sue opere
- Consolaçam ás tribulaçoens de Israel (Ferrara, 1553; Amsterdam, 1559). Ristampato a Coimbra (1906-08) e Lisbona (1989). 
  - Trad. inglese: Consolation for the Troubles of Israel (1859)
  - Trad. yiddish: Bay di taykhn fun Portugal (1949)
  - Trad. inglese: Consolation for the Tribulations of Israel (1964)
  - Trad. francese: Consolation aux tribulations d'Israël (2001)